# Първа криза на португалското наследство
Първата криза на португалското наследство представлява преход от Бургундската към Авишката династия в Португалия. Това се случва чрез междуцарствие и гражданска война от смъртта на крал Фернандо І през 1383 г., който не оставя мъжки наследник, до възцаряването на Жуау I след победата при Алжубарота през 1385 г.

## Претенденти за короната
Бургундската династия дава девет крале на Португалия, като се започне от основателя на кралството Афонсу І Енрикеш. На 22 октомври 1383 г. мъжката линия се прекъсва със смъртта на Фернандо І, който приживе има двама синове, починали в детска възраст. Единственото му живо дете е дъщеря му Беатрис (1373 – 1412), омъжена за краля на Кастилия Хуан І.
Международната ситуация в тази епоха се усложнява от ожесточения етап, в който се намира Стогодишната война между Англия и Франция. Търсейки съюзници, двете сили се намесват в делата на Пиренейския полуостров. Френският конетабъл Бертран дю Геклен успешно поставя династията Трастамара на кастилския престол и така си осигурява верен съюзник. През 70-те години кастилците няколко пъти нападат Португалия и тя логично търси помощта на Англия. Една от целите на тези нападения е да бъде принуден Фернандо да даде дъщеря си за жена именно на кастилския крал – така кастилците се надяват да си осигурят бъдещото завземане на португалската корона.
Регентка става вдовицата на Фернандо – ненавижданата от народа Леонор Телеш, която при това включва в управлението новия си испански любовник. Неин основен съперник е незаконороденият син на крал Педро І и следователно полубрат на Фернандо – Жоао, велик магистър на ордена на Авиш (португалското подразделение на ордена на калатравите). В началото Жоао не се вижда като претендент за трона. Той дори кани кастилския крал да се намеси, но после оттегля поканата и сам ръководи бунт, който прогонва регентката от Лисабон и го предоставя в ръцете му. Обявява се за регент и защитник на кралството, но се оказва пред лицето на ново кастилско нашествие.

## Хронология на конфликта
Авизкият претендент може да разчита на юга, където са съсредоточени повечето предприемачи, търговци и собственици на кораби. Те се страхуват от кастилската власт, защото очакват, че ще използва ресурсите на страната за своя изгода и че ще фаворизира богатите аристократи-земевладелци от севера. Те на свой ред предпочитат Хуан І.

### Първо нашествие на кастилците
От януари до октомври 1384 г. те настъпват в Португалия и се насочват към Лисабон. Състои се и първата битка но тя не е решителна – авишкият генерал Нуно Алвареш Перейра побеждава кастилците при Атолейрос. Това не им попречва да обсадят Лисабон с голяма решителност, като блокират устието на река Тежу с целия си флот. През юли товарен конвой пробива блокадата и доставя храна на гладуващия град. Това проваля плановете на Хуан І и след четири месечни усилия той се вижда принуден да се оттегли. През това време Жоао трескаво реформира войските си и праща посолство в Англия за подновяване на политическите връзки. Синът на Едуард ІІІ Джон Гонт опитва да спечели кастилската корона, като се жени за дъщерята на Педро І. Неуспехът му го кара да потърси Португалия като съюзник. То убеждава регента Джон Гонт да изпрати войници за подкрепа на португалската армия и той обещава 5000.

### Второ нашествие на кастилците
През пролетта на 1385 г. англичаните пристигат. Противно на очакванията са само 600 души, но опитни от битките на Стогодишната война. Между тях повечето са стрелци с дълги лъкове, които вече са доказали ефективността си срещу рицарска конница. Жоао Авиз свиква кортеси в Коимбра и на 6 април те го обявяват за крал – истинска провокация против кастилците. Първата стъпка на новия крал е да назначи генерал Перейра за конетабъл (главнокомандващ) на Португалия.
Хуан І реагира светкавично и изпраща армията си да накаже претендента, но е спрян при Транкосо. През юни много по-добре подготвена войска, подкрепена от мощна френска конница нахлува в страната. Тя наброява 25 000 войници (18 000 според други сведения) срещу 6500 на португалска страна и бързо достига до района на Лисабон, превземайки Сантарем. Жоао І решава, че при втора обсада столицата няма да издържи и дава сражение на пътя на кастилците, при градчето Алжубарота, на 70 км северно от столицата (14 август 1385). Там бавната кастилска войска става жертва на същата тактика, приложена по-рано при Креси и Поатие – обстрел с дълги лъкове, заедно с калтропи по фланговете (кръстове с остри шипове, които възпрепятстват обхващането в чувал). Армията на Хуан І не само е разбита, тя е почти унищожена и той се отказва от по-нататъшни опити да напада Португалия.

## Развръзката
С победата при Алжубарота на португалския престол се установява новата Авишка династия, управлявала през следващите два века и довела страната до най-голямото ѝ могъщество. Португалия не само гарантира своята независимост, сред народа и аристокрацията се утвърждава неприязън към единствените сухопътни съседи – кастилците. Това предопределя и в следващите векове борбите на малкото кралство да съхрани самостоятелния си живот.
През 1386 г. Англия и Португалия сключват прочутия Уиндзорски договор, който се приема за най-стария и до днес действащ международен акт. С него англичаните обещават да подпомагат португалците със сухопътни войски в продължаващия конфликт срещу Кастилия, докато португалците обещават кораби, за да се противодейства на французите в Ла Манш. Във връзка с това през същата година Джон Гонт стоварва войски в Галисия, за да претендира за трона на Кастилия, с което удължава военните действия. Сблъсъци има и през 1396 – 97 г., след което се сключва примирие. Мирен договор се подписва чак през 1432 г.